# RAMS規格
RAMS規格 （ラムズきかく） とは、システム全体の安全性・信頼性の評価をおこなう手法を規格化したもの。

## 概要
2002年9月にIEC（国際電気標準会議）の国際規格 (IEC 62278) として制定された。鉄道システムで用いられることを念頭においており、俗に「鉄道RAMS」と呼ばれる。英国規格→欧州規格 (EN 50126) を発展させたものである。 なお、これに該当する日本国内の標準規格は2013年現在存在しないが、JIS規格への反映など規格体系の整備が提唱されている。

### RAMS規格一覧
RAMS規格は下記の3つの規格で構成される。
- IEC 62278 (EN 50126)

RAMS本体 （信頼性、アベイラビリティ、保全性、安全性(RAMS)の仕様と実証）について規定。下記にて解説する。
- IEC 62279 (EN 50128)

通信、信号及び処理システム及びソフトについて規定。
- IEC 62425 (EN 50129)

安全評価について、通信・信号及び処理システムの所定の要求事項に適合するよう、文書制定するよう要求。

### 解説
IEC 62278 Ed. 1.0:2002 / EN 50126:1999
（日本語）鉄道分野 - 信頼性、アベイラビリティ、保守性、安全性（RAMS）の仕様と実証
(English) Railway applications - Specification and demonstration of reliability, availability, maintainability and safety (RAMS)
RAMSは、Reliability（信頼性）、 Availability（可用性）、 Maintainability（保守性）、Safety（安全性）の頭文字を合わせた造語であり、"Availability" （アベイラビリティ）は、日本語で「稼働率」とも訳されるため、あえて日本語訳を用いないこともある。保守性は 「保全性」ともいう。
信頼性 (reliability)
- アイテム（製品）が所定の条件と所定の時間間隔で、要求された機能を実行できる確率

アベイラビリティ (availability)
- 外部から必要な資源の供給を行われた場合に、要求機能を所定の時間内又は期間中に、所定の条件下で実行し得る状態を維持することができる製品の能力

保守性 (maintainability)
- 所定の手順と資源を使って所定の条件下で保守を行う場合に、所定の条件下で使用されている製品を所定の時間内に保守することができる確率

安全性 (safety)
- 許容できない危害が発生するリスクがないこと

この規格は、RAMS管理の手法を鉄道事業者および鉄道基盤産業に提供するものである。 所定の条件下におけるRAMSの条件を論証することがこの標準の基礎となっており、RAMS管理を通じて顧客（ユーザー）を満足させることが目的となる。
鉄道システムに対して起こり得るハザード（障害、危険性）を理論的に分析し、それに起因する事故に至る経過を解析し、それに伴うリスクを数値化することによって、そのシステムが製品のライフサイクルを通して、経済性と照らし合わせて許容されるリスク内に維持できることを論証する手法を規定している。
RAMS規格は具体的な適用対象を制限していない。安全性に関するものは、地上設備や車両を含めた鉄道の構成要素となるシステムについて全てが適用対象となる。

### 手法
発注者（鉄道事業車）から仕様書でRAMSの要求事項が規定された場合、鉄道車両メーカーは要求事項を満たすためのRAMS活動を展開することが求められる。
IEC 62278 (EN 50126)では、RAMSの要素の相関関係を下記のように示している。
|  |  |  |  |                |                |                |                |                |                | 鉄道RAMS |  |  |  |  |  |                  |                  |                  |                  |                  |                  |  |  |  |  |  |  |  |  |  |  |  |  |  |  |  |  |  |  |  |  |
|  |  |  |  |                |                |                |                |                |                |          |  |  |  |  |  |                  |                  |                  |                  |                  |                  |  |  |  |  |  |  |  |  |  |  |  |  |  |  |  |  |  |  |  |  |
|  |  |  |  |                |                |                |                |                |                |          |  |  |  |  |  |                  |                  |                  |                  |                  |                  |  |  |  |  |  |  |  |  |  |  |  |  |  |  |  |  |  |  |  |  |
|  |  |  |  | 安全性         | 安全性         | 安全性         | 安全性         | 安全性         | 安全性         |          |  |  |  |  |  | アベイラビリティ | アベイラビリティ | アベイラビリティ | アベイラビリティ | アベイラビリティ | アベイラビリティ |  |  |  |  |  |  |  |  |  |  |  |  |  |  |  |  |  |  |  |  |
|  |  |  |  | 安全性         | 安全性         | 安全性         | 安全性         | 安全性         | 安全性         |          |  |  |  |  |  | アベイラビリティ | アベイラビリティ | アベイラビリティ | アベイラビリティ | アベイラビリティ | アベイラビリティ |  |  |  |  |  |  |  |  |  |  |  |  |  |  |  |  |  |  |  |  |
|  |  |  |  |                |                |                |                |                |                |          |  |  |  |  |  |                  |                  |                  |                  |                  |                  |  |  |  |  |  |  |  |  |  |  |  |  |  |  |  |  |  |  |  |  |
|  |  |  |  |                |                |                |                |                |                |          |  |  |  |  |  |                  |                  |                  |                  |                  |                  |  |  |  |  |  |  |  |  |  |  |  |  |  |  |  |  |  |  |  |  |
|  |  |  |  |                |                |                |                |                |                |          |  |  |  |  |  |                  |                  |                  |                  |                  |                  |  |  |  |  |  |  |  |  |  |  |  |  |  |  |  |  |  |  |  |  |
|  |  |  |  | 信頼性と保全性 | 信頼性と保全性 | 信頼性と保全性 | 信頼性と保全性 | 信頼性と保全性 | 信頼性と保全性 |          |  |  |  |  |  | 運用と保全       | 運用と保全       | 運用と保全       | 運用と保全       | 運用と保全       | 運用と保全       |  |  |  |  |  |  |  |  |  |  |  |  |  |  |  |  |  |  |  |  |

- 安全性とアベイラビリティは相互に密接に関連している。

（どちらかに弱点があったり双方の要求事項に矛盾が出た場合、信頼性が妨げられる可能性がある。）
- 信頼性と保守性の要求事項をすべて満たしている。

（長期的・継続的な運用途上において信頼性を確保するため、適切な保守・運用活動を行い、鉄道システムが安全に制御されるようにする。）
これらの指標に対して達成すべき目標値を設定し、その目標が達成可能であることを証明し、稼働後に実証することが求められている。RAMS活動の実際の主な手順は下記の各プロセスから構成される。
- 目標の設定
- 目標の割り付け
- 故障データの収集と整理
- RAMS解析
- 評価
- 改善
- 監査

例えば、100両の車両を常時運用する計画をし、稼働率を90%と設定した場合、110両の車両が必要となる。90%の稼働率を常に達成するために、110両の車両に対する信頼性目標を定量的に決定し、それを維持するための保守計画を設定し提案する。信頼性目標を設定する場合、鉄道車両においては平均故障間隔(MTBF)が目標値となる。
IEC 62278 (EN 50126)では、システム故障モードと平均故障間隔 については下表のように示される。
| 故障の程度 | システム故障モード | 運用への影響                     | 平均故障間隔 |
| ---------- | ------------------ | -------------------------------- | ------------ |
| 深刻       | 完全な故障         | 運行不能 車両・インフラの破壊    |              |
| 重大       | 重大な機能故障     | 緊急運行1 車両・インフラの損傷   |              |
| 許容限界   | 重大でない機能故障 | 緊急運行2 車両の停止、ダイヤ混乱 |              |
| 軽微       | 無視できる機能故障 | 通常運行                         |              |

表中の平均故障間隔の単位は時間、年間またはkmで、影響レベルとの相関関係のすり合わせや具体的な数値については発注者と受注者の協議により決定される。
決定した信頼性目標を達成するため、アイテム（製品）に組み込まれるシステムの故障データの収集と整理を行い、故障がアイテムの稼働率に影響する構成要素（機器やシステム）を定量的な信頼性解析により特定し、信頼性や保守面での必要かつ有効な対策を具現化する。
鉄道システムのライフサイクルとは、
- 1, 構想（概念）
- 2, システムの定義と適用条件
- 3, リスク分析
- 4, システムの要求事項
- 5, システム要求事項の割当
- 6, 設計とRAMS計画の実行
- 7, 製造
- 8, 設置
- 9, システムの妥当性確認

（安全性の受け入れとコミッショニングを含む）
- 10, システムの受け入れ
- 11, 運用と保全
- 12, 性能の監視
- 13, 改修と追加
- 14, 停止と処分

の14段階に分けて示され、構想段階から役割を終えて処分されるまでの全期間としており、EC 62278 (EN 50126)では、すべての段階において検証及び妥当性確認が求められている。

## 歴史的背景
RAMSの歴史は1950年代に宇宙開発競争が行われた時代までさかのぼる。アメリカ航空宇宙局がシステム解析評価の手法としてRAMSの考え方を導入したのが最初期とされる。その後、アメリカの軍隊も同様の手法を取り入れ、さらに民間産業にも波及していく。
1970年代以降、アメリカの鉄道事業者にもRAMSの考え方が普及し、鉄道車両メーカーはRAMS管理の導入を求められていくが、アメリカ国内の製造メーカーがそれを満足できる状態でなかった（故障・トラブルが続発し、満足に対応できなかった例もある）ため、アメリカの鉄道車両産業は衰退してしまった。
1980年代以降、ヨーロッパでは、日本の新幹線の成功や国鉄分割・民営化の流れに触発されて、欧州各国で鉄道事業の立て直しが行われた。その過程でRAMSの考え方が浸透していく。1980年代後半に、鉄道を対象とした信頼性に関する規定が英国規格に採用され、1994年にはEN 50126の素案が作成されている。1993年のEU統合により国際列車が大幅に増え、1994年には東西ドイツ国鉄が統合・民営化され、大量の車両をシーメンス、アドトランツに発注した。この時両社はRAMSの要求事項を満足できずに大きな損失を被り、特にアドトランツがボンバルディアに買収される原因となった。
欧州向けの車両を製造する鉄道車両メーカーとしては、RAMSを取り入れられることが前提となり、RAMS（およびLCC）の契約仕様での適用によるリスクが問題・重要視されるようになった。また、車両のみのサブシステム案件であっても鉄道システム全体でRAMSの適用が要求されるようになり、その要求に応えるべく欧米の鉄道車両メーカーは必然的に淘汰・寡占化・大規模化していった。特にアルストム、シーメンス、ボンバルディアの三社は車両のほか、車両制御機器や信号制御システムなど鉄道システム全般を手がけており、システムインテグレータとして受注競争上の強みとなっている。
そういった背景により、ヨーロッパにおける鉄道関係の技術基準や規格の制定・改訂は従来の鉄道事業者主導から、鉄道車両メーカー（鉄道基盤産業）主導へとシフトしていった。鉄道関連の国際的な規格はヨーロッパの考え方が必然的に取り入れられるようになり、RAMS規格についてもEN 50126→IEC 62278として制定されている。
それに対して日本では狭い国土の中で鉄道が大きく発展しており、多くの鉄道事業者がひしめいている状態である。鉄道システムは各鉄道事業者毎に違う発展をしており、開発から保守メンテナンス、廃車に至るまで鉄道事業者主体で行われてきた。そのため日本の鉄道車両メーカーがシステム全般に関わることはほとんどなかった。
しかしアジア・中近東などの新興市場においてはインフラの設置はもとより、車両の提供、鉄道事業の運営・保守といった総合的なシステムの抱き合わせ契約となることが多く、これらに強みを持つ大手三社が先手を打つ状態であり、総合力に劣る日本の車両メーカーは苦戦を強いられている。そういった中、日本の鉄道事業者や鉄道車両メーカーもRAMS管理の手法を徐々に導入している状況である。